# 周鍾
周鍾（？—1645年），字介生，南直隸鎮江府金壇縣人，明末政治人物。

## 生平
崇禎十二年（1639年）己卯科應天鄉試第五名舉人，十六年（1643年）癸未科二甲第四名進士，選翰林院庶吉士。李自成破北京，周鍾降，授弘文館檢討。
李自成敗，周鍾逃回江南。因從兄周鑣曾得罪阮大鋮，弘光元年（1645年）與光時亨、武愫等同時棄市。

## 家族
曾祖周臬，冠带義官，累赠光禄大夫吏部尚書；祖父周于德，冠带生员，以子四進士贈河南布政使司右參政，累赠光禄大夫吏部尚書；父周召詩，冠带生员，贈文林郎上虞縣知縣。從兄周鑣，胞兄周銓，崇禎丁丑進士。